# Romanovská rodinná asociace
Romanovská rodinná asociace (rusky Объединение Членов Рода Романовых, Objedinenie Členov Roda Romanovych) sdružuje většinu příslušníků rodu Romanovců, respektive ruské panovnické dynastie Holstein‑Gottorp‑Romanov. 
Asociace byla založena 9. června 1979, zaregistrována ve Švýcarsku v témže roce. Od 1. srpna 1979 stojí v čele kníže Michail Pavlovič Romanov-Iljinskij.

## Historie
S nápadem na vytvoření rodinné asociace přišel kníže Vsěvolod Ioannovič, kníže Roman Petrovič a kníže Andrej Alexandrovič. Hlavní představitelé větví ruské carské rodiny (Konstantinovičové, Nikolajevičové a Michajlovičové) usilují o posílení vztahů mezi členy rodiny a chránili je před samozvanci.

## Složení

### Předsedové
- Dmitrij Alexandrovič Romanov (1979–1980)
- Vasilij Alexandrovič Romanov (1980–1989)
- Nikolaj Romanovič Romanov (1989–2014)
- Dmitrij Romanovič Romanov (2014–2016)
- Andrej Andrejevič Romanov (2017–2021)

### Místopředsedové
- Nikolaj Romanovič Romanov (1979–1989)
- Nikita Nikitič Romanov (1989–2007)
- Michal Andrejevič Romanov (2007–2008)
- Michal Pavlovič Romanov-Ilyinsky (od 2011)